# بيرتوسا (إيطاليا)
بيرتوسا هي قرية إيطالية في مقاطعة ساليرنو في منطقة كامبانيا جنوب غرب إيطاليا. في عام 2010 كان عدد سكانها 714.

## التركيبة السكانية
في سنة 1861 بلغ عدد السكان 1٬036 نسمة، وتطور العدد ليصل في سنة 2011 لـ 705 نسمة.
يظهر هذا المخطط البياني تطور النمو السكاني لـ بيرتوسا (إيطاليا).

## معرض الصور

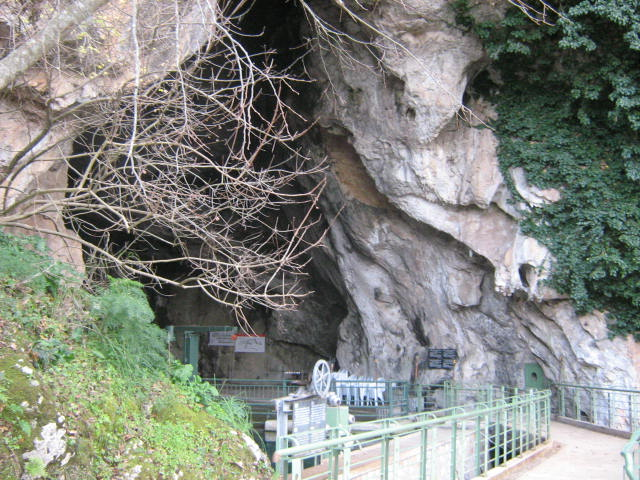
مدخل الكهوف السياحية
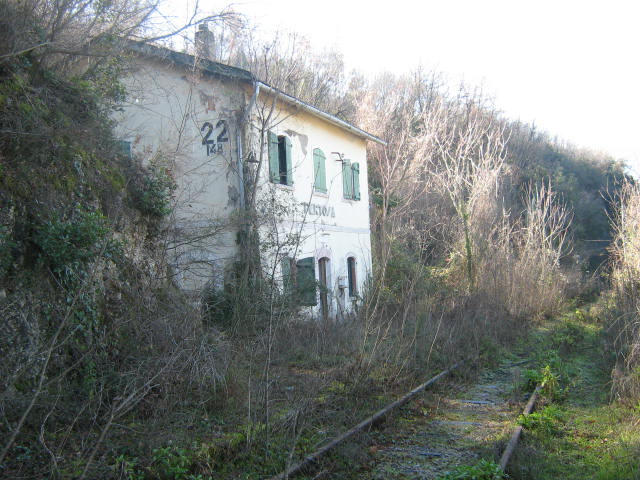
محطة السكك الحديدية
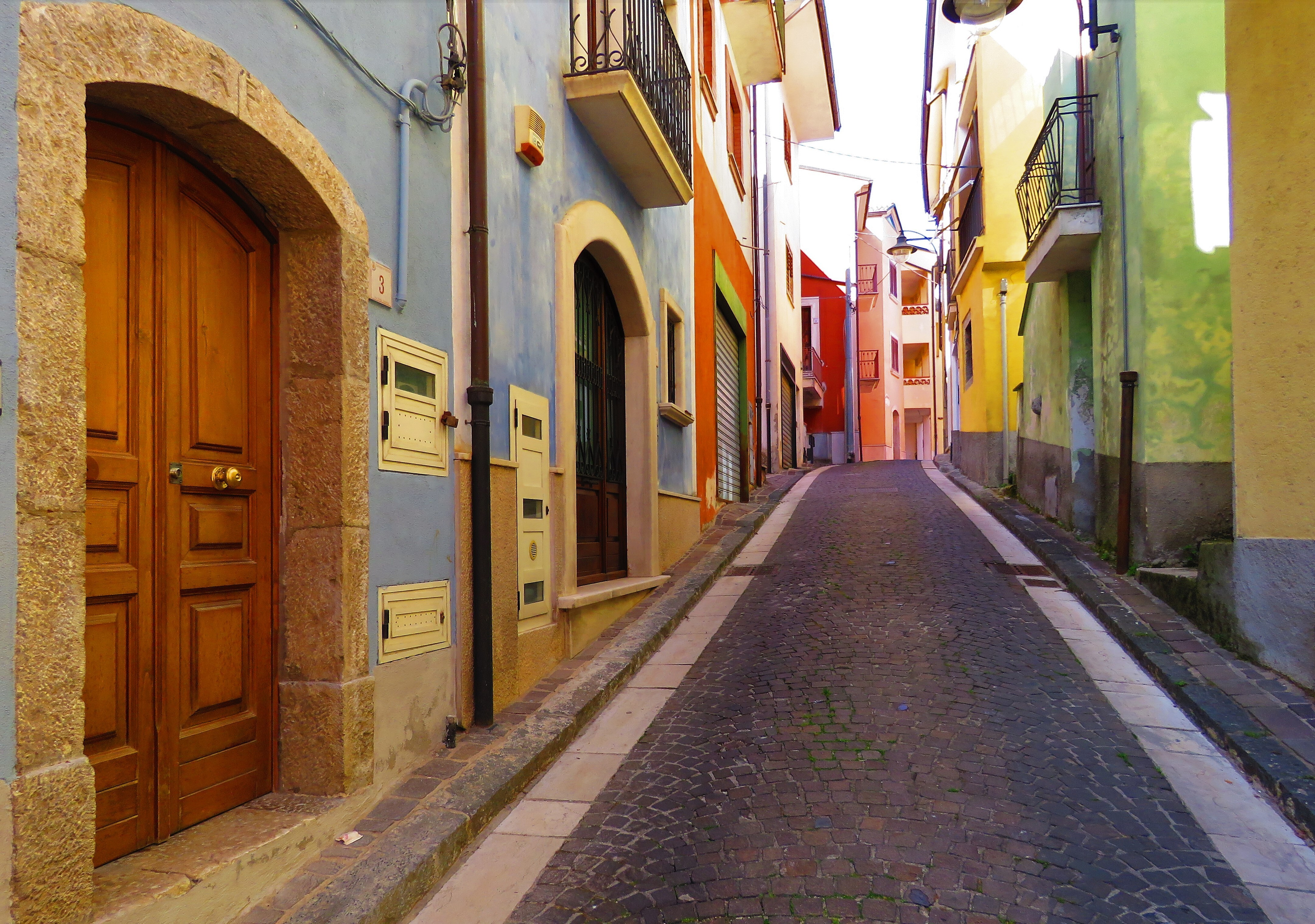
شارع في بيرتوسا
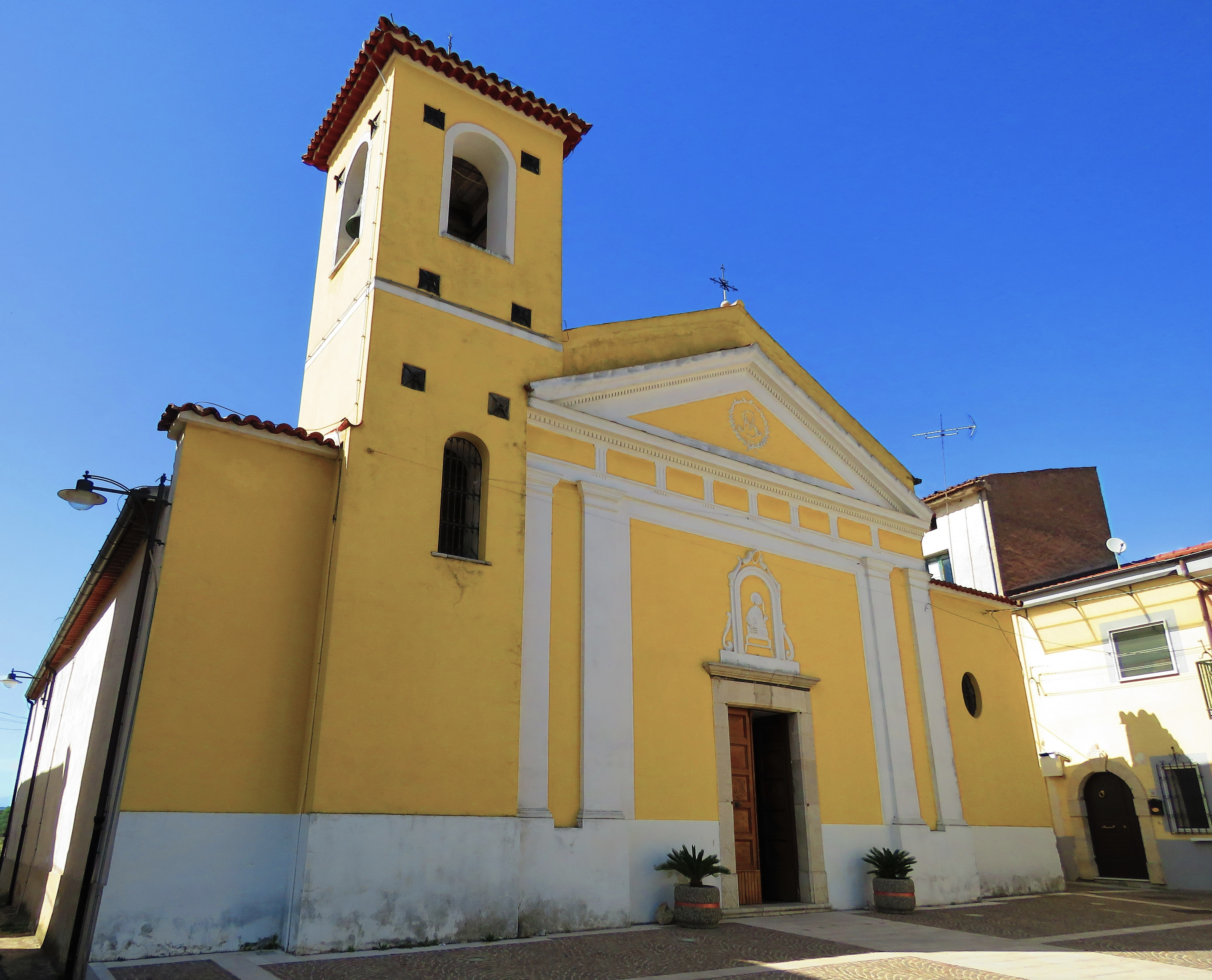
سانتا ماريا ديلي غراتسي

## وصلات خارجية
- (بالإيطالية) Pertosa البلدية الموقع
- (بالإنجليزية) (بالإيطالية) الموقع الرسمي الكهوف